# Mehmed Bey (Pervâne)
Mehmed Muineddin (Sinope, 1250 circa – 1296) è stato un sovrano turco.
Muineddin Mehmed Bey

o Mu`în al-Dîn Muhammad
nacque probabilmente verso il 1250.
Suo padre è stato un Pervane, un principe turco dell'Anatolia, di nome Mu‘in ad-Dîn Suleyman, e sua madre è stata la principessa georgiana Gürcü Hatun, figlia della regina Rousoudan I, che in precedenza era la moglie favorita del Sultano di Roum Kay Khusraw II.
Dovette probabilmente partecipare alle Crociate nonostante la sua giovane età.
Nella primavera del 1277, il sultano mamelucco Baybars penetra nel sultanato selgiuchide.
È probabile che si sia segretamente rivolto a Mu‘in ad-Dîn Suleyman nella speranza di sbarazzarsi della tutela mongola.
Il 18 aprile, Baybars sconfigge l'esercito mongolo nella battaglia di Elbistan. Pervane, che comandava il contingente selgiukide, fugge. Baybars fece una entrata trionfale in Kayseri (23 aprile), poi tornò in Siria. Alla notizia di questa sconfitta, il khan mongolo Abaqa accorre in Anatolia (luglio 1277). Al termine di un'indagine, egli fece giustiziare Mu‘in ad-Dîn Suleyman (2 agosto 1277)
.
Dichiarando l'indipendenza, il giovane Mehmed fondò la dinastia dei Pervane e prese il titolo di Mehmed Bey.
Riprese i possedimenti della sua famiglia nei pressi di Sinope, in Turchia, e continuò la prudente politica di suo padre verso i Mongoli.
Mehmed Bey è probabilmente morto nel 1296, lasciando i suoi domini all'unico figlio Mesud.

## Famiglia
Mehmed Bey ha avuto una sposa turca o mongola ed un figlio :
- Mesud Bey, suo successore come Pervâne.